# Greenshields Peak
Greenshields Peak är en bergstopp i Antarktis. Den ligger i Västantarktis. Argentina, Chile och Storbritannien gör anspråk på området. Toppen på Greenshields Peak är 321 meter över havet.
Terrängen runt Greenshields Peak är huvudsakligen kuperad, men åt sydväst är den platt. Havet är nära Greenshields Peak västerut. Trakten är obefolkad. Det finns inga samhällen i närheten. 